# Camberwell Family Interview
Das Camberwell Family Interview ist ein halbstandardisiertes Interview, das zur Erfassung der Expressed-Emotion-Ausprägung bei Familienangehörigen von psychisch Kranken herangezogen wird. Es wurde 1972 von Brown, Birley und Wing eingeführt. Man nutzt es vor allem für schizophrene, aber auch depressive und bipolar-manische Patienten.

## Erhebung
Das Interview fragt nach der Vorgeschichte und der Verlaufsgeschichte der aktuellen Krankheitsepisode. Üblicherweise wird das Interview etwa 2–3 Wochen nach Einweisung in die Psychiatrie mit je einer der engsten Bezugspersonen (Vater, Mutter, Partner, Geschwister, …) geführt. Das Interview wird in der Regel auf Video oder Tonband aufgenommen.
Folgende Themenbereiche werden abgefragt:
- Psychiatrische Vorgeschichte: Intervall und Dauer von Krankheitsepisoden, sowie beschwerdefreie Zeiten, die länger als drei Monate dauerten
- Aktuelle Krankheitsphase: Symptomatik, Kontaktaufnahme mit psychiatrischer Versorgung, Schweregrad des aktuellen Verlaufs.
- Tagesstruktur der Familie und des Patienten
- Emotionale Belastungen im Zusammenleben mit dem Patienten, sowie Umgang damit (Reizbarkeit, Streit, Unzufriedenheit)
- Patientenverhalten im Zeitraum von 3 Monaten vor Klinikeinweisung
- Aufgabenerfüllung im Haushalt und Umgang mit Geld
- Partnerschaftliche Beziehung und Gefühle (Zu- oder Abneigung)
- Medikamenteneinnahme

## Auswertung
Das Interview muss von gut geschulten Ratern ausgewertet werden. Die Einschätzung der Expressed-Emotion-Ausprägung erfolgt auf mehrstufigen Skalen nach folgenden Kriterien:
- Kritik (Missbilligung, Abneigung, Groll)
- Feindseligkeit (Ablehnung des Patienten)
- Extreme emotionale Beteiligung (EOI)

Als High-Expressed-Emotion (HEE) gilt das Patientenverhältnis, sobald die Bezugsperson eine oder mehrere der folgenden Bewertungen erhält. Das Familienklima gilt automatisch als HEE, sobald nur ein Familienmitglied als HEE eingestuft ist.
- 6 oder mehr kritische Äußerungen vorkommen oder
- Rating 1 oder höher auf der Skala Feindseligkeit oder
- Rating 3 oder höher auf der Skala EOI